# 6390 Hirabayashi
6390 Hirabayashi eller 1990 BG1 är en asteroid i huvudbältet som upptäcktes den 26 januari 1990 av de båda japanska astronomerna Kazuro Watanabe och Kin Endate vid Kitami-observatoriet. Den är uppkallad efter den japanske amatörastronomen Shigeto Hirabayashi.
Asteroiden har en diameter på ungefär 14 kilometer.